# Idaea dyraria
Idaea dyraria là một loài bướm đêm trong họ Geometridae.